# راؤني ميتوكتيري
راؤني ميتوكتيري
هو من أهم الشخصيات الكبرى لشعب الكايابوس والذين يعيشون في قلب محمية هندية في البرازيل وهو رمز من الرموز البارزة في النضال من اجل الحفاظ على غابة الامازون وثقافة الشعب الهندي
ولد في 1930 في ماتو غروسو
قاد عدة تظاهرات في البرازيل وفي دول العالم من اجل الامازون وهنودها
في سبتمبر 20011 زار راؤني مجلس هيئة الاممم المتحدة لحقوق الإنسان وفي جوان 2012 شارك في لقاء ريو+20
وقف معه في نضاله شخصيات عالمية هامة منها نيكولا هولو جيمس كميرون، سيجورني ويفرز وارنولد شوارزينيغر
وقد ارسل إلى العالم عريضة ب9 لغات على موقعه الرسمي ضد بناء سد بيلو مونتي
في نهاية نوفمبر 2012التقى راؤني رئيس الجمهورية الفرنسي فرانسوا هولند ورئيس غرفة النواب كما التقى شخصيات أوروبية أخرى لحفاظ على غابة الامازون.